# Hispano-Suiza J12
Hispano-Suiza J12 är en personbil, tillverkad av den franska biltillverkaren Hispano-Suiza mellan 1931 och 1938.
Hispano-Suiza ersatte sin imponerande H6-modell med den ännu större J12. Chassit var en vidareutveckling av företrädaren, men under motorhuven fanns nu en V12:a på 9,4 liter. Även denna motor hade sitt ursprung i företagets flygmotortillverkning. Den överliggande kamaxeln hade fått ge vika för enklare stötstänger, eftersom Hispanos lyxbilskunder tyckte ventilstyrningen på H6:an hade väsnats för mycket. För den som tyckte motorn var för liten kompletterade Hispano programmet med en 11,3-liters version.
Efterfrågan på en så enorm bil var förstås inte så stor och när Europa gick mot ett nytt krig lade Hispano-Suiza ned biltillverkningen 1938 för att koncentrera sig på produktion av krigsmateriel.
Motor:
| Modell  | Motor              | Cylindervolym | Effekt | Bränslesystem    |
| ------- | ------------------ | ------------- | ------ | ---------------- |
| T68     | 12-cyl V-motor ohv | 9424 cm³      | 220 hk | Dubbla förgasare |
| T68 bis | 12-cyl V-motor ohv | 11310 cm³     | 260 hk | Dubbla förgasare |